# Zoia Ovsii
Zoia Ovsii (en ukrainien : Зоя Овсій), née le 30 août 1994, est une athlète handisport ukrainienne concourant dans les concours de lancer F51. Elle possède un titre européen (2018), deux titre mondiaux (2017, 2019) et un titre paralympique (2021) en lancer de massue.

## Carrière
Bien qu'elle soit athlète en priorité, elle concoure aux Championnats du monde de canoë-kayak de 2014 à Moscou, où elle le bronze sur le V-1 200 m A.
Lors des Jeux paralympiques d'été de 2016, Ovsii remporte la médaille d'argent sur le lancer de massue F51 et le bronze sur le lancer du disque F52.
En 2018, Zoia Ovsii est médaillée d'or sur le lancer de massue F51 en battant le record du monde avec un jet à 24,31 m. L'année suivante, elle conserve son titre mondial obtenu en 2017 lors des championnats du monde 2019 en battant son propre record du monde avec une marque à 25,23 m.
Aux Jeux de 2020, elle obtient son premier titre paralympique sur le lancer de massue F51 avec un record paralympique en 25,12 m. Elle est aussi médaillée de bronze sur le lancer du disque F53.

## Vie privée
Zoia Ovsii est atteinte d'arthrogrypose.

## Palmarès

### Jeux paralympiques
- médaille d'or du lancer de massue F51 aux Jeux paralympiques d'été de 2020 à Tokyo
- médaille de bronze du lancer de disque F53 aux Jeux paralympiques d'été de 2020 à Tokyo
- médaille d'argent du lancer de massue F51 aux Jeux paralympiques d'été de 2016 à Rio de Janeiro
- médaille de bronze du lancer de disque F52 aux Jeux paralympiques d'été de 2016 à Rio de Janeiro

### Championnats du monde
- médaille d'or du lancer de massue F51 aux Championnats du monde 2019 à Dubaï
- médaille de bronze du lancer de disque F52 aux Championnats du monde 2019 à Dubaï
- médaille d'or du lancer de massue F51 aux Championnats du monde 2017 à Londres
- médaille de bronze du lancer de disque F53 aux Championnats du monde 2017 à Londres

### Championnats d'Europe
- médaille d'argent du lancer de massue F51 aux Championnats d'Europe 2021 à Bydgoszcz
- médaille d'argent du lancer du disque F53 aux Championnats d'Europe 2021 à Bydgoszcz
- médaille d'or du lancer de massue F51 aux Championnats d'Europe 2018 à Berlin
- médaille d'argent du lancer du disque F53 aux Championnats d'Europe 2018 à Berlin